# Dinamarca en la Eurocopa 2024
La selección de fútbol de Dinamarca fue uno de los 24 equipos participantes en la Eurocopa 2024, torneo que se disputó en Alemania entre el 14 de junio y el 14 de julio de 2024.

## Clasificación
| Equipo            | Pts | PJ | PG | PE | PP | GF | GC | Dif |
| ----------------- | --- | -- | -- | -- | -- | -- | -- | --- |
| Dinamarca         | 22  | 10 | 7  | 1  | 2  | 19 | 10 | +9  |
| Eslovenia         | 22  | 10 | 7  | 1  | 2  | 20 | 9  | +11 |
| Finlandia         | 18  | 10 | 6  | 0  | 4  | 18 | 10 | +8  |
| Kazajistán        | 18  | 10 | 6  | 0  | 4  | 16 | 12 | +4  |
| Irlanda del Norte | 9   | 10 | 3  | 0  | 7  | 9  | 13 | -4  |
| San Marino        | 0   | 10 | 0  | 0  | 10 | 3  | 31 | -28 |

     — Clasificado para la Eurocopa 2024.

     — Play off para la Eurocopa 2024.

### Partidos
| Fecha                    | Ciudad     | Jornada |                   |                              | Resultado |                              |                   |
| ------------------------ | ---------- | ------- | ----------------- | ---------------------------- | --------- | ---------------------------- | ----------------- |
| 23 de marzo de 2023      | Copenhague | 1       | Dinamarca         | Bandera de Dinamarca         | 3:1 (1:0) | Bandera de Finlandia         | Finlandia         |
| 26 de marzo de 2023      | Nursultán  | 2       | Kazajistán        | Bandera de Kazajistán        | 3:2 (0:2) | Bandera de Dinamarca         | Dinamarca         |
| 16 de junio de 2023      | Copenhague | 3       | Dinamarca         | Bandera de Dinamarca         | 1:0 (0:0) | Bandera de Irlanda del Norte | Irlanda del Norte |
| 19 de junio de 2023      | Liubliana  | 4       | Eslovenia         | Bandera de Eslovenia         | 1:1 (1:1) | Bandera de Dinamarca         | Dinamarca         |
| 7 de septiembre de 2023  | Copenhague | 5       | Dinamarca         | Bandera de Dinamarca         | 4:0 (3:0) | Bandera de San Marino        | San Marino        |
| 10 de septiembre de 2023 | Helsinki   | 6       | Finlandia         | Bandera de Finlandia         | 0:1 (0:0) | Bandera de Dinamarca         | Dinamarca         |
| 14 de octubre de 2023    | Copenhague | 7       | Dinamarca         | Bandera de Dinamarca         | 3:1 (2:0) | Bandera de Kazajistán        | Kazajistán        |
| 17 de octubre de 2023    | Serravalle | 8       | San Marino        | Bandera de San Marino        | 1:2 (0:1) | Bandera de Dinamarca         | Dinamarca         |
| 17 de noviembre de 2023  | Copenhague | 9       | Dinamarca         | Bandera de Dinamarca         | 2:1 (1:1) | Bandera de Eslovenia         | Eslovenia         |
| 20 de noviembre de 2023  | Belfast    | 10      | Irlanda del Norte | Bandera de Irlanda del Norte | 2:0 (0:0) | Bandera de Dinamarca         | Dinamarca         |

## Preparación

### Amistosos de preparación
| Fecha               | Ciudad     | Competición |           |                      | Resultado |                        |             |
| ------------------- | ---------- | ----------- | --------- | -------------------- | --------- | ---------------------- | ----------- |
| 23 de marzo de 2024 | Copenhague | Amistoso    | Dinamarca | Bandera de Dinamarca | 0:0       | Bandera de Suiza       | Suiza       |
| 26 de marzo de 2024 | Copenhague | Amistoso    | Dinamarca | Bandera de Dinamarca | 2:0 (1:0) | Bandera de Islas Feroe | Islas Feroe |
| 5 de junio de 2024  | Copenhague | Amistoso    | Dinamarca | Bandera de Dinamarca | 2:1 (1:1) | Bandera de Suecia      | Suecia      |
| 8 de junio de 2024  | Copenhague | Amistoso    | Dinamarca | Bandera de Dinamarca | 3:1 (2:0) | Bandera de Noruega     | Noruega     |

## Torneo
Tras el sorteo celebrado en Hamburgo el 23 de marzo de 2024 Dinamarca quedó integrada en un Grupo C en el que también estarán Eslovenia, Serbia y Inglaterra.

### Lista de convocados
Entrenador:  Kasper Hjulmand
| No. | Pos. | Jugador               | Fecha de nacimiento (edad)         | Apa. | Goles | Club                    |
| --- | ---- | --------------------- | ---------------------------------- | ---- | ----- | ----------------------- |
| 1   | POR  | Kasper Schmeichel     | 5 de noviembre de 1986 (38 años)   | 100  | 0     | R. S. C. Anderlecht     |
| 16  | POR  | Mads Hermansen        | 11 de julio de 2000 (24 años)      | 0    | 0     | Leicester City F. C.    |
| 22  | POR  | Frederik Rønnow       | 4 de agosto de 1992 (32 años)      | 9    | 0     | F. C. Union Berlin      |
|     |      |                       |                                    |      |       |                         |
| 2   | DEF  | Joachim Andersen      | 31 de mayo de 1996 (28 años)       | 30   | 0     | Crystal Palace F. C.    |
| 3   | DEF  | Jannik Vestergaard    | 3 de agosto de 1992 (32 años)      | 39   | 2     | Leicester City F. C.    |
| 4   | DEF  | Simon Kjær            | 26 de marzo de 1989 (35 años)      | 131  | 5     | A. C. Milan             |
| 5   | DEF  | Joakim Mæhle          | 20 de mayo de 1997 (27 años)       | 43   | 11    | VfL Wolfsburgo          |
| 6   | DEF  | Andreas Christensen   | 10 de abril de 1996 (28 años)      | 69   | 3     | F. C. Barcelona         |
| 13  | DEF  | Zanka                 | 23 de abril de 1990 (34 años)      | 37   | 2     | Brentford F. C.         |
| 17  | DEF  | Victor Kristiansen    | 16 de diciembre de 2002 (22 años)  | 6    | 0     | Bologna F. C.           |
| 18  | DEF  | Alexander Bah         | 9 de diciembre de 1997 (27 años)   | 9    | 1     | S. L. Benfica           |
| 25  | DEF  | Rasmus Kristensen     | 11 de julio de 1997 (27 años)      | 20   | 0     | A. S. Roma              |
|     |      |                       |                                    |      |       |                         |
| 7   | MED  | Mathias Jensen        | 1 de enero de 1996 (29 años)       | 30   | 1     | Brentford F. C.         |
| 8   | MED  | Thomas Delaney        | 3 de septiembre de 1991 (33 años)  | 76   | 8     | R. S. C. Anderlecht     |
| 10  | MED  | Christian Eriksen     | 14 de febrero de 1992 (33 años)    | 128  | 40    | Manchester United F. C. |
| 15  | MED  | Christian Nørgaard    | 10 de abril de 1994 (30 años)      | 24   | 1     | Brentford F. C.         |
| 21  | MED  | Morten Hjulmand       | 25 de junio de 1999 (25 años)      | 5    | 0     | Sporting de Lisboa      |
| 23  | MED  | Pierre-Emile Højbjerg | 5 de agosto de 1995 (29 años)      | 75   | 8     | Tottenham Hotspur F. C. |
|     |      |                       |                                    |      |       |                         |
| 9   | DEL  | Rasmus Højlund        | 4 de febrero de 2003 (22 años)     | 12   | 7     | Manchester United F. C. |
| 11  | DEL  | Andreas Skov Olsen    | 29 de diciembre de 1999 (25 años)  | 29   | 8     | Club Brujas             |
| 12  | DEL  | Kasper Dolberg        | 6 de octubre de 1997 (27 años)     | 45   | 11    | R. S. C. Anderlecht     |
| 14  | DEL  | Mikkel Damsgaard      | 3 de julio de 2000 (24 años)       | 26   | 4     | Brentford F. C.         |
| 19  | DEL  | Jonas Wind            | 7 de febrero de 1999 (26 años)     | 26   | 8     | VfL Wolfsburgo          |
| 20  | DEL  | Yussuf Poulsen        | 15 de junio de 1994 (30 años)      | 77   | 12    | R. B. Leipzig           |
| 24  | DEL  | Anders Dreyer         | 2 de mayo de 1998 (26 años)        | 3    | 0     | R. S. C. Anderlecht     |
| 26  | DEL  | Jacob Bruun Larsen    | 19 de septiembre de 1998 (26 años) | 6    | 1     | Burnley F. C.           |

### Partidos
| Fecha       | Ciudad    | Instancia        |           |                      | Resultado |                       |            |
| ----------- | --------- | ---------------- | --------- | -------------------- | --------- | --------------------- | ---------- |
| 16 de junio | Stuttgart | Fase de grupos   | Eslovenia | Bandera de Eslovenia | 1:1 (1:1) | Bandera de Dinamarca  | Dinamarca  |
| 20 de junio | Fráncfort | Fase de grupos   | Dinamarca | Bandera de Dinamarca | 1:1 (1:1) | Bandera de Inglaterra | Inglaterra |
| 25 de junio | Múnich    | Fase de grupos   | Dinamarca | Bandera de Dinamarca | 0:0       | Bandera de Serbia     | Serbia     |
| 29 de junio | Dortmund  | Octavos de final | Alemania  | Bandera de Alemania  | 2:0 (0:0) | Bandera de Dinamarca  | Dinamarca  |

### Primera fase
| Selección  | Pts | PJ | PG | PE | PP | GF | GC | Dif |
| ---------- | --- | -- | -- | -- | -- | -- | -- | --- |
| Inglaterra | 4   | 2  | 1  | 1  | 0  | 2  | 1  | 1   |
| Dinamarca  | 2   | 2  | 0  | 2  | 0  | 2  | 2  | 0   |
| Eslovenia  | 2   | 2  | 0  | 2  | 0  | 2  | 2  | 0   |
| Serbia     | 1   | 2  | 0  | 1  | 1  | 1  | 2  | −1  |

|  | Clasificados a los Octavos de final.          |
|  | Posible clasificación a los Octavos de final. |

#### Eslovenia vs. Dinamarca
| 16 de junio de 2024, 18:00 | Eslovenia | 1:1 (0:1) | Dinamarca   | Stuttgart Arena, Stuttgart                                                 |                                                                            |
|                            | Janža 77' | Reporte   | Eriksen 11' | Asistencia: 54 000 espectadores Árbitro(s): Sandro Schärer VAR: Fedayi San | Asistencia: 54 000 espectadores Árbitro(s): Sandro Schärer VAR: Fedayi San |

| 1          | Guardameta     | Jan Oblak         |       |
| 2          | Defensa        | Žan Karničnik     |       |
| 21         | Defensa        | Vanja Drkušić     |       |
| 6          | Defensa        | Jaka Bijol        |       |
| 13         | Defensa        | Erik Janža        |       |
| 20         | Centrocampista | Petar Stojanović  | 67'   |
| 22         | Centrocampista | Adam Gnezda Čerin |       |
| 10         | Centrocampista | Timi Max Elšnik   | 75'   |
| 17         | Centrocampista | Jan Mlakar        | 75'   |
| 9          | Delantero      | Andraž Šporar     | 90+5' |
| 11         | Delantero      | Benjamin Šeško    | 90+5' |
| Entrenador | Entrenador     | Matjaž Kek        |       |

| 1          | Guardameta     | Kasper Schmeichel     |     |
| 6          | Defensa        | Andreas Christensen   |     |
| 2          | Defensa        | Joachim Andersen      |     |
| 3          | Defensa        | Jannik Vestergaard    |     |
| 18         | Centrocampista | Alexander Bah         |     |
| 21         | Centrocampista | Morten Hjulmand       | 89' |
| 23         | Centrocampista | Pierre-Emile Højbjerg | 83' |
| 17         | Centrocampista | Victor Kristiansen    | 78' |
| 10         | Centrocampista | Christian Eriksen     |     |
| 19         | Delantero      | Jonas Wind            | 83' |
| 9          | Delantero      | Rasmus Højlund        | 83' |
| Entrenador | Entrenador     | Kasper Hjulmand       |     |

| 7  | Centrocampista | Benjamin Verbič      | 67'   |
| 5  | Centrocampista | Jon Gorenc Stanković | 75'   |
| 19 | Delantero      | Žan Celar            | 75'   |
| 23 | Defensa        | David Brekalo        | 90+5' |
| 14 | Centrocampista | Jasmin Kurtić        | 90+5' |

| 5  | Defensa        | Joakim Mæhle       | 78' |
| 15 | Centrocampista | Christian Nørgaard | 83' |
| 12 | Delantero      | Kasper Dolberg     | 83' |
| 20 | Delantero      | Yussuf Poulsen     | 83' |
| 8  | Centrocampista | Thomas Delaney     | 89' |

| Anotado | 77' | Erik Janža | 1:1 |

| Anotado | 11' | Christian Eriksen | 0:1 |

| Amonestado | 53' | Petar Stojanović     |
| Amonestado | 70' | Milivoje Novaković   |
| Amonestado | 84' | Jon Gorenc Stanković |

| Amonestado | 49' | Morten Hjulmand |

| Árbitro                                            | Sandro Schärer      |
| Árbitros asistentes                                | Stéphane De Almeida |
| Árbitros asistentes                                | Bekim Zogaj         |
| Cuarto árbitro                                     | Donatas Rumšas      |
| Quinto árbitro                                     | Aleksandr Radiuš    |
| Árbitro asistente de video                         | Fedayi San          |
| Árbitros asistentes del árbitro asistente de video | Bartosz Frankowski  |
| Árbitros asistentes del árbitro asistente de video | Tomasz Kwiatkowski  |

| 1          | Guardameta     | Jan Oblak         |       |
| 2          | Defensa        | Žan Karničnik     |       |
| 21         | Defensa        | Vanja Drkušić     |       |
| 6          | Defensa        | Jaka Bijol        |       |
| 13         | Defensa        | Erik Janža        |       |
| 20         | Centrocampista | Petar Stojanović  | 67'   |
| 22         | Centrocampista | Adam Gnezda Čerin |       |
| 10         | Centrocampista | Timi Max Elšnik   | 75'   |
| 17         | Centrocampista | Jan Mlakar        | 75'   |
| 9          | Delantero      | Andraž Šporar     | 90+5' |
| 11         | Delantero      | Benjamin Šeško    | 90+5' |
| Entrenador | Entrenador     | Matjaž Kek        |       |

| 1          | Guardameta     | Kasper Schmeichel     |     |
| 6          | Defensa        | Andreas Christensen   |     |
| 2          | Defensa        | Joachim Andersen      |     |
| 3          | Defensa        | Jannik Vestergaard    |     |
| 18         | Centrocampista | Alexander Bah         |     |
| 21         | Centrocampista | Morten Hjulmand       | 89' |
| 23         | Centrocampista | Pierre-Emile Højbjerg | 83' |
| 17         | Centrocampista | Victor Kristiansen    | 78' |
| 10         | Centrocampista | Christian Eriksen     |     |
| 19         | Delantero      | Jonas Wind            | 83' |
| 9          | Delantero      | Rasmus Højlund        | 83' |
| Entrenador | Entrenador     | Kasper Hjulmand       |     |

| 7  | Centrocampista | Benjamin Verbič      | 67'   |
| 5  | Centrocampista | Jon Gorenc Stanković | 75'   |
| 19 | Delantero      | Žan Celar            | 75'   |
| 23 | Defensa        | David Brekalo        | 90+5' |
| 14 | Centrocampista | Jasmin Kurtić        | 90+5' |

| 5  | Defensa        | Joakim Mæhle       | 78' |
| 15 | Centrocampista | Christian Nørgaard | 83' |
| 12 | Delantero      | Kasper Dolberg     | 83' |
| 20 | Delantero      | Yussuf Poulsen     | 83' |
| 8  | Centrocampista | Thomas Delaney     | 89' |

| Anotado | 77' | Erik Janža | 1:1 |

| Anotado | 11' | Christian Eriksen | 0:1 |

| Amonestado | 53' | Petar Stojanović     |
| Amonestado | 70' | Milivoje Novaković   |
| Amonestado | 84' | Jon Gorenc Stanković |

| Amonestado | 49' | Morten Hjulmand |

| Árbitro                                            | Sandro Schärer      |
| Árbitros asistentes                                | Stéphane De Almeida |
| Árbitros asistentes                                | Bekim Zogaj         |
| Cuarto árbitro                                     | Donatas Rumšas      |
| Quinto árbitro                                     | Aleksandr Radiuš    |
| Árbitro asistente de video                         | Fedayi San          |
| Árbitros asistentes del árbitro asistente de video | Bartosz Frankowski  |
| Árbitros asistentes del árbitro asistente de video | Tomasz Kwiatkowski  |

| Estadísticas      | Bandera de Eslovenia | Bandera de Dinamarca |
| Tiros             | 11                   | 16                   |
| Tiros a puerta    | 2                    | 4                    |
| Faltas            | 12                   | 9                    |
| Saques de esquina | 5                    | 9                    |
| Penaltis          | 0                    | 0                    |
| Fueras de juego   | 3                    | 1                    |
| Posesión de balón | 38%                  | 62%                  |

#### Dinamarca vs. Inglaterra
| 20 de junio de 2024, 18:00 | Dinamarca    | 1:1 (1:1) | Inglaterra | Frankfurt Arena, Fráncfort                                                |                                                                           |
|                            | Hjulmand 34' | Reporte   | Kane 18'   | Asistencia: 46 177 espectadores Árbitro(s): Artur Dias VAR: Tiago Martins | Asistencia: 46 177 espectadores Árbitro(s): Artur Dias VAR: Tiago Martins |

| 1          | Guardameta     | Kasper Schmeichel     |     |
| 2          | Defensa        | Joachim Andersen      |     |
| 6          | Defensa        | Andreas Christensen   |     |
| 3          | Defensa        | Jannik Vestergaard    |     |
| 5          | Centrocampista | Joakim Mæhle          |     |
| 21         | Centrocampista | Morten Hjulmand       | 82' |
| 23         | Centrocampista | Pierre-Emile Højbjerg |     |
| 17         | Centrocampista | Victor Kristiansen    | 57' |
| 10         | Centrocampista | Christian Eriksen     | 82' |
| 9          | Delantero      | Rasmus Højlund        | 67' |
| 19         | Delantero      | Breel Embolo          | 57' |
| Entrenador | Entrenador     | Kasper Hjulmand       |     |

| 1          | Guardameta     | Jordan Pickford        |     |
| 2          | Defensa        | Kyle Walker            |     |
| 5          | Defensa        | John Stones            |     |
| 6          | Defensa        | Marc Guéhi             |     |
| 12         | Defensa        | Kieran Trippier        |     |
| 8          | Centrocampista | Trent Alexander-Arnold | 54' |
| 4          | Centrocampista | Declan Rice            |     |
| 7          | Centrocampista | Bukayo Saka            | 70' |
| 10         | Centrocampista | Jude Bellingham        |     |
| 11         | Centrocampista | Phil Foden             | 69' |
| 9          | Delantero      | Harry Kane             | 69' |
| Entrenador | Entrenador     | Gareth Southgate       |     |

| 18 | Defensa        | Alexander Bah      | 57' |
| 14 | Centrocampista | Mikkel Damsgaard   | 57' |
| 20 | Delantero      | Yussuf Poulsen     | 67' |
| 15 | Centrocampista | Christian Nørgaard | 82' |
| 11 | Delantero      | Andreas Skov Olsen | 82' |

| 16 | Centrocampista | Conor Gallagher | 54' |
| 19 | Delantero      | Ollie Watkins   | 69' |
| 20 | Delantero      | Jarrod Bowen    | 69' |
| 21 | Centrocampista | Eberechi Eze    | 70' |

| Anotado | 34' | Morten Hjulmand | 1:1 |

| Anotado | 18' | Harry Kane | 0:1 |

| Amonestado | 27' | Jannik Vestergaard |
| Amonestado | 73' | Joakim Mæhle       |
| Amonestado | 87' | Christian Nørgaard |

| Amonestado | 61' | Conor Gallagher |

| Árbitro                                            | Arturo Dias                        |
| Árbitros asistentes                                | Paulo Soares                       |
| Árbitros asistentes                                | Pedro Ribeiro                      |
| Cuarto árbitro                                     | Mykola Balakin                     |
| Quinto árbitro                                     | Oleksandr Berkut                   |
| Árbitro asistente de video                         | Tiago Martins                      |
| Árbitros asistentes del árbitro asistente de video | Alejandro José Hernández Hernández |
| Árbitros asistentes del árbitro asistente de video | Juan Martínez Munuera              |

| 1          | Guardameta     | Kasper Schmeichel     |     |
| 2          | Defensa        | Joachim Andersen      |     |
| 6          | Defensa        | Andreas Christensen   |     |
| 3          | Defensa        | Jannik Vestergaard    |     |
| 5          | Centrocampista | Joakim Mæhle          |     |
| 21         | Centrocampista | Morten Hjulmand       | 82' |
| 23         | Centrocampista | Pierre-Emile Højbjerg |     |
| 17         | Centrocampista | Victor Kristiansen    | 57' |
| 10         | Centrocampista | Christian Eriksen     | 82' |
| 9          | Delantero      | Rasmus Højlund        | 67' |
| 19         | Delantero      | Breel Embolo          | 57' |
| Entrenador | Entrenador     | Kasper Hjulmand       |     |

| 1          | Guardameta     | Jordan Pickford        |     |
| 2          | Defensa        | Kyle Walker            |     |
| 5          | Defensa        | John Stones            |     |
| 6          | Defensa        | Marc Guéhi             |     |
| 12         | Defensa        | Kieran Trippier        |     |
| 8          | Centrocampista | Trent Alexander-Arnold | 54' |
| 4          | Centrocampista | Declan Rice            |     |
| 7          | Centrocampista | Bukayo Saka            | 70' |
| 10         | Centrocampista | Jude Bellingham        |     |
| 11         | Centrocampista | Phil Foden             | 69' |
| 9          | Delantero      | Harry Kane             | 69' |
| Entrenador | Entrenador     | Gareth Southgate       |     |

| 18 | Defensa        | Alexander Bah      | 57' |
| 14 | Centrocampista | Mikkel Damsgaard   | 57' |
| 20 | Delantero      | Yussuf Poulsen     | 67' |
| 15 | Centrocampista | Christian Nørgaard | 82' |
| 11 | Delantero      | Andreas Skov Olsen | 82' |

| 16 | Centrocampista | Conor Gallagher | 54' |
| 19 | Delantero      | Ollie Watkins   | 69' |
| 20 | Delantero      | Jarrod Bowen    | 69' |
| 21 | Centrocampista | Eberechi Eze    | 70' |

| Anotado | 34' | Morten Hjulmand | 1:1 |

| Anotado | 18' | Harry Kane | 0:1 |

| Amonestado | 27' | Jannik Vestergaard |
| Amonestado | 73' | Joakim Mæhle       |
| Amonestado | 87' | Christian Nørgaard |

| Amonestado | 61' | Conor Gallagher |

| Árbitro                                            | Arturo Dias                        |
| Árbitros asistentes                                | Paulo Soares                       |
| Árbitros asistentes                                | Pedro Ribeiro                      |
| Cuarto árbitro                                     | Mykola Balakin                     |
| Quinto árbitro                                     | Oleksandr Berkut                   |
| Árbitro asistente de video                         | Tiago Martins                      |
| Árbitros asistentes del árbitro asistente de video | Alejandro José Hernández Hernández |
| Árbitros asistentes del árbitro asistente de video | Juan Martínez Munuera              |

| Estadísticas      | Bandera de Dinamarca | Bandera de Inglaterra |
| Tiros             | 16                   | 11                    |
| Tiros a puerta    | 7                    | 4                     |
| Faltas            | 13                   | 5                     |
| Saques de esquina | 4                    | 2                     |
| Penaltis          | 0                    | 0                     |
| Fueras de juego   | 4                    | 0                     |
| Posesión de balón | 46%                  | 54%                   |

#### Dinamarca vs. Serbia
| 25 de junio de 2024, 21:00 | Dinamarca | 0:0     | Serbia | Fußball Arena München, Múnich                                                      |                                                                                    |
|                            |           | Reporte |        | Asistencia: 64 288 espectadores Árbitro(s): François Letexier VAR: Bastian Dankert | Asistencia: 64 288 espectadores Árbitro(s): François Letexier VAR: Bastian Dankert |

| 1          | Guardameta     | Kasper Schmeichel     |     |
| 2          | Defensa        | Joachim Andersen      |     |
| 6          | Defensa        | Andreas Christensen   |     |
| 3          | Defensa        | Jannik Vestergaard    |     |
| 18         | Centrocampista | Alexander Bah         | 77' |
| 21         | Centrocampista | Morten Hjulmand       | 77' |
| 23         | Centrocampista | Pierre-Emile Højbjerg |     |
| 5          | Centrocampista | Joakim Mæhle          |     |
| 10         | Centrocampista | Christian Eriksen     | 88' |
| 9          | Delantero      | Rasmus Højlund        | 59' |
| 19         | Delantero      | Jonas Wind            | 56' |
| Entrenador | Entrenador     | Kasper Hjulmand       |     |

| 1          | Guardameta     | Predrag Rajković    |     |
| 13         | Defensa        | Miloš Veljković     |     |
| 4          | Defensa        | Nikola Milenković   |     |
| 2          | Defensa        | Strahinja Pavlović  |     |
| 16         | Centrocampista | Srđan Mijailović    | 73' |
| 17         | Centrocampista | Ivan Ilić           | 67' |
| 6          | Centrocampista | Nemanja Gudelj      | 46' |
| 14         | Centrocampista | Andrija Živković    |     |
| 19         | Centrocampista | Lazar Samardžić     | 46' |
| 22         | Centrocampista | Saša Lukić          | 87' |
| 9          | Delantero      | Aleksandar Mitrović |     |
| Entrenador | Entrenador     | Dragan Stojković    |     |

| 11 | Centrocampista | Andreas Skov Olsen | 46' |
| 12 | Delantero      | Kasper Dolberg     | 59' |
| 17 | Defensa        | Victor Kristiansen | 77' |
| 8  | Centrocampista | Thomas Delaney     | 77' |
| 20 | Delantero      | Yussuf Poulsen     | 88' |

| 10 | Centrocampista | Dušan Tadić             | 46' |
| 8  | Centrocampista | Luka Jović              | 46' |
| 7  | Delantero      | Dušan Vlahović          | 67' |
| 25 | Defensa        | Filip Mladenović        | 73' |
| 20 | Centrocampista | Sergej Milinković-Savić | 87' |

| Amonestado | 27' | Jonas Wind      |
| Amonestado | 30' | Morten Hjulmand |

| Amonestado | 4'  | Nikola Milenković   |
| Amonestado | 83' | Aleksandar Mitrović |

| Árbitro                                            | François Letexier |
| Árbitros asistentes                                | Cyril Mugnier     |
| Árbitros asistentes                                | Mehdi Rahmouni    |
| Cuarto árbitro                                     | Donatas Rumšas    |
| Quinto árbitro                                     | Aleksandr Radiuš  |
| Árbitro asistente de video                         | Bastian Dankert   |
| Árbitros asistentes del árbitro asistente de video | Fedayi San        |
| Árbitros asistentes del árbitro asistente de video | Pol van Boekel    |

| 1          | Guardameta     | Kasper Schmeichel     |     |
| 2          | Defensa        | Joachim Andersen      |     |
| 6          | Defensa        | Andreas Christensen   |     |
| 3          | Defensa        | Jannik Vestergaard    |     |
| 18         | Centrocampista | Alexander Bah         | 77' |
| 21         | Centrocampista | Morten Hjulmand       | 77' |
| 23         | Centrocampista | Pierre-Emile Højbjerg |     |
| 5          | Centrocampista | Joakim Mæhle          |     |
| 10         | Centrocampista | Christian Eriksen     | 88' |
| 9          | Delantero      | Rasmus Højlund        | 59' |
| 19         | Delantero      | Jonas Wind            | 56' |
| Entrenador | Entrenador     | Kasper Hjulmand       |     |

| 1          | Guardameta     | Predrag Rajković    |     |
| 13         | Defensa        | Miloš Veljković     |     |
| 4          | Defensa        | Nikola Milenković   |     |
| 2          | Defensa        | Strahinja Pavlović  |     |
| 16         | Centrocampista | Srđan Mijailović    | 73' |
| 17         | Centrocampista | Ivan Ilić           | 67' |
| 6          | Centrocampista | Nemanja Gudelj      | 46' |
| 14         | Centrocampista | Andrija Živković    |     |
| 19         | Centrocampista | Lazar Samardžić     | 46' |
| 22         | Centrocampista | Saša Lukić          | 87' |
| 9          | Delantero      | Aleksandar Mitrović |     |
| Entrenador | Entrenador     | Dragan Stojković    |     |

| 11 | Centrocampista | Andreas Skov Olsen | 46' |
| 12 | Delantero      | Kasper Dolberg     | 59' |
| 17 | Defensa        | Victor Kristiansen | 77' |
| 8  | Centrocampista | Thomas Delaney     | 77' |
| 20 | Delantero      | Yussuf Poulsen     | 88' |

| 10 | Centrocampista | Dušan Tadić             | 46' |
| 8  | Centrocampista | Luka Jović              | 46' |
| 7  | Delantero      | Dušan Vlahović          | 67' |
| 25 | Defensa        | Filip Mladenović        | 73' |
| 20 | Centrocampista | Sergej Milinković-Savić | 87' |

| Amonestado | 27' | Jonas Wind      |
| Amonestado | 30' | Morten Hjulmand |

| Amonestado | 4'  | Nikola Milenković   |
| Amonestado | 83' | Aleksandar Mitrović |

| Árbitro                                            | François Letexier |
| Árbitros asistentes                                | Cyril Mugnier     |
| Árbitros asistentes                                | Mehdi Rahmouni    |
| Cuarto árbitro                                     | Donatas Rumšas    |
| Quinto árbitro                                     | Aleksandr Radiuš  |
| Árbitro asistente de video                         | Bastian Dankert   |
| Árbitros asistentes del árbitro asistente de video | Fedayi San        |
| Árbitros asistentes del árbitro asistente de video | Pol van Boekel    |

| Estadísticas      | Bandera de Dinamarca | Bandera de Serbia |
| Tiros             | 10                   | 5                 |
| Tiros a puerta    | 3                    | 1                 |
| Faltas            | 11                   | 5                 |
| Saques de esquina | 8                    | 2                 |
| Penaltis          | 0                    | 0                 |
| Fueras de juego   | 0                    | 3                 |
| Posesión de balón | 49%                  | 51%               |

### Alemania vs. Dinamarca
| 29 de junio de 2024, 21:00                                                                             | Alemania                           | 2:0 (0:0) | Dinamarca | BVB Stadion Dortmund, Dortmund                                                 |                                                                                |
| | - Havertz 53' (pen.) - Musiala 68' | Reporte   |           | Asistencia: 61 612 espectadores Árbitro(s): Michael Oliver VAR: Stuart Attwell | Asistencia: 61 612 espectadores Árbitro(s): Michael Oliver VAR: Stuart Attwell |
| • El encuentro fue suspendido por climatología adversa en el minuto 34 y reanudado 25 minutos después. |                                    |           |           |                                                                                |                                                                                |

| 1          | Guardameta     | Manuel Neuer       |     |
| 6          | Defensa        | Joshua Kimmich     |     |
| 2          | Defensa        | Antonio Rüdiger    |     |
| 15         | Defensa        | Nico Schlotterbeck |     |
| 3          | Defensa        | David Raum         | 81' |
| 23         | Centrocampista | Robert Andrich     | 64' |
| 8          | Centrocampista | Toni Kroos         |     |
| 19         | Centrocampista | Leroy Sané         | 88' |
| 21         | Centrocampista | İlkay Gündoğan     | 64' |
| 10         | Centrocampista | Jamal Musiala      | 81' |
| 7          | Delantero      | Kai Havertz        |     |
| Entrenador | Entrenador     | Julian Nagelsmann  |     |

| 1          | Guardameta     | Kasper Schmeichel     |     |
| 2          | Defensa        | Joachim Andersen      |     |
| 3          | Defensa        | Jannik Vestergaard    |     |
| 6          | Defensa        | Andreas Christensen   | 81' |
| 18         | Centrocampista | Alexander Bah         | 81' |
| 8          | Centrocampista | Thomas Delaney        | 69' |
| 23         | Centrocampista | Pierre-Emile Højbjerg |     |
| 5          | Centrocampista | Joakim Mæhle          |     |
| 11         | Centrocampista | Andreas Skov Olsen    | 69' |
| 10         | Centrocampista | Christian Eriksen     |     |
| 9          | Delantero      | Rasmus Højlund        | 81' |
| Entrenador | Entrenador     | Kasper Hjulmand       |     |

| 23 | Centrocampista | Emre Can          | 64' |
| 9  | Delantero      | Niclas Füllkrug   | 64' |
| 20 | Defensa        | Benjamin Henrichs | 81' |
| 17 | Centrocampista | Florian Wirtz     | 81' |
| 16 | Defensa        | Waldemar Anton    | 88' |

| 15 | Centrocampista | Christian Nørgaard | 69' |
| 20 | Delantero      | Yussuf Poulsen     | 69' |
| 17 | Defensa        | Victor Kristiansen | 81' |
| 19 | Delantero      | Jonas Wind         | 81' |
| 26 | Delantero      | Jacob Bruun Larsen | 81' |

| Anotado · Penal | 53' | Kai Havertz   | 1:0 |
| Anotado         | 68' | Jamal Musiala | 2:0 |

| Amonestado | 59' | Robert Andrich |

| Amonestado | 41' | Kasper Hjulmand  |
| Amonestado | 57' | Joachim Andersen |
| Amonestado | 60' | Joakim Mæhle     |

| Árbitro                                            | Michael Oliver       |
| Árbitros asistentes                                | Stuart Burt          |
| Árbitros asistentes                                | Dan Cook             |
| Cuarto árbitro                                     | Irfan Peljto         |
| Quinto árbitro                                     | Senad Ibrišimbegović |
| Árbitro asistente de video                         | Stuart Attwell       |
| Árbitros asistentes del árbitro asistente de video | David Coote          |
| Árbitros asistentes del árbitro asistente de video | Massimiliano Irrati  |

| 1          | Guardameta     | Manuel Neuer       |     |
| 6          | Defensa        | Joshua Kimmich     |     |
| 2          | Defensa        | Antonio Rüdiger    |     |
| 15         | Defensa        | Nico Schlotterbeck |     |
| 3          | Defensa        | David Raum         | 81' |
| 23         | Centrocampista | Robert Andrich     | 64' |
| 8          | Centrocampista | Toni Kroos         |     |
| 19         | Centrocampista | Leroy Sané         | 88' |
| 21         | Centrocampista | İlkay Gündoğan     | 64' |
| 10         | Centrocampista | Jamal Musiala      | 81' |
| 7          | Delantero      | Kai Havertz        |     |
| Entrenador | Entrenador     | Julian Nagelsmann  |     |

| 1          | Guardameta     | Kasper Schmeichel     |     |
| 2          | Defensa        | Joachim Andersen      |     |
| 3          | Defensa        | Jannik Vestergaard    |     |
| 6          | Defensa        | Andreas Christensen   | 81' |
| 18         | Centrocampista | Alexander Bah         | 81' |
| 8          | Centrocampista | Thomas Delaney        | 69' |
| 23         | Centrocampista | Pierre-Emile Højbjerg |     |
| 5          | Centrocampista | Joakim Mæhle          |     |
| 11         | Centrocampista | Andreas Skov Olsen    | 69' |
| 10         | Centrocampista | Christian Eriksen     |     |
| 9          | Delantero      | Rasmus Højlund        | 81' |
| Entrenador | Entrenador     | Kasper Hjulmand       |     |

| 23 | Centrocampista | Emre Can          | 64' |
| 9  | Delantero      | Niclas Füllkrug   | 64' |
| 20 | Defensa        | Benjamin Henrichs | 81' |
| 17 | Centrocampista | Florian Wirtz     | 81' |
| 16 | Defensa        | Waldemar Anton    | 88' |

| 15 | Centrocampista | Christian Nørgaard | 69' |
| 20 | Delantero      | Yussuf Poulsen     | 69' |
| 17 | Defensa        | Victor Kristiansen | 81' |
| 19 | Delantero      | Jonas Wind         | 81' |
| 26 | Delantero      | Jacob Bruun Larsen | 81' |

| Anotado · Penal | 53' | Kai Havertz   | 1:0 |
| Anotado         | 68' | Jamal Musiala | 2:0 |

| Amonestado | 59' | Robert Andrich |

| Amonestado | 41' | Kasper Hjulmand  |
| Amonestado | 57' | Joachim Andersen |
| Amonestado | 60' | Joakim Mæhle     |

| Árbitro                                            | Michael Oliver       |
| Árbitros asistentes                                | Stuart Burt          |
| Árbitros asistentes                                | Dan Cook             |
| Cuarto árbitro                                     | Irfan Peljto         |
| Quinto árbitro                                     | Senad Ibrišimbegović |
| Árbitro asistente de video                         | Stuart Attwell       |
| Árbitros asistentes del árbitro asistente de video | David Coote          |
| Árbitros asistentes del árbitro asistente de video | Massimiliano Irrati  |

| Estadísticas      | Bandera de Alemania | Bandera de Dinamarca |
| Tiros             | 14                  | 10                   |
| Tiros a puerta    | 9                   | 2                    |
| Faltas            | 7                   | 15                   |
| Saques de esquina | 6                   | 6                    |
| Penaltis          | 1                   | 0                    |
| Fueras de juego   | 4                   | 3                    |
| Posesión de balón | 55%                 | 45%                  |